# 동군포 나들목
동군포 나들목(E.Gunpo IC)은 경기도 군포시 부곡동에 설치된 영동고속도로의 9번 교차로이다. 대부분 한국복합물류터미널을 이용하는 화물 차량들을 위하여 설치되었으며, 과거에는 강릉 방향 진입과 인천 방향 진출만 가능하였지만 2013년 12월 16일에 인천 방향 진입 램프와 강릉 방향 진출 램프가 추가로 설치되었으며 현재는 양방향에서 진출입이 가능하다. 건설 당시 가칭은 부곡화물터미널 나들목이었다. 개통 당시에는 영동고속도로의 본선요금소였던 부곡 요금소도 이 나들목 인근에 설치되어 있었으나, 2001년 5월 3일 신갈안산고속도로 안산 분기점 ~ 신갈 분기점 23.84km 전 구간 왕복 6 ~ 8차로 확장 개통으로 인해 요금 수납 방식이 개방식에서 폐쇄식으로 변경되면서 기존 부곡 요금소는 폐쇄되었고, 그 부지에 동군포 나들목 진출입 전용 요금소가 설치되어 운영되고 있다.

## 연혁
- 1994년 11월 26일 : 안양 도시계획시설 교통광장에 군포시 부곡동 일원을 고시[2]
- 1997년 6월 25일 : 2001년 12월까지 안산 분기점 ~ 신갈 분기점 왕복 6차로 확장 공사 및 부곡화물터미널 나들목 진출입로 설치를 위해 경기도 용인시 기흥읍 신갈리 ~ 안산시 장하동 23.2km 구간 도로구역 변경[3]
- 1998년 12월 23일 : 나들목 개통과 함께 동군포 나들목으로 영업 개시[4]
- 2001년 5월 3일 : 안산 분기점 ~ 신갈 분기점 23.84km 구간 왕복 6 ~ 8차로 확장 개통[5][6]으로 기존 부곡 요금소 폐쇄 및 나들목에 진출입 전용 요금소를 설치하고 통행료 징수 개시[7]
- 2011년 1월 24일 : 2013년 12월까지 나들목 인천 방향 진·출입로 설치공사로 인해 군포시 도시계획시설 교통광장 면적 변경[8]
- 2013년 12월 16일 : 인천 방향 진입로와 강릉 방향 진출로 개통[9]
- 2014년 9월 19일 : 2014년 12월 31일까지 나들목 진출입로 설치공사를 위해 경기도 군포시 부곡동 77m 구간 도로구역 변경[10]

## 구조물 정보
- 위치: 경기도 군포시 부곡동
- 영업소(구 부곡 요금소): 경기도 군포시 영동고속도로 25 (부곡동)

## 접속하는 도로
- 번영로
- 간접 연결 : 국도 제47호선 (군포로, 보건소사거리 이용), 17호선 평택파주고속도로 (남군포 나들목 이용)

## 부곡 요금소
부곡 요금소(富谷料金所, Bugok TG)는 경기도 군포시 영동고속도로 25 (부곡동)에 위치했던 영동고속도로 본선 상의 요금소와 부곡 나들목의 진출입로에 있는 현재의 부곡 요금소로 나뉜다. 여기에서 말하는 부곡 요금소는 영동고속도로 본선 상의 요금소를 말한다.
이 요금소는 동군포 나들목 인근에 있었으며, 1991년 11월 29일 신갈반월고속도로가 개통되면서 개방식 요금소로 영업을 개시하였다. 그러나 2001년 5월 3일 신갈안산고속도로 안산 분기점 ~ 신갈 분기점 23.84km 전 구간 왕복 6 ~ 8차로 확장 개통으로 인해 요금 수납 방식이 개방식에서 폐쇄식으로 변경되면서 기존 동수원 요금소와 함께 폐쇄되었으며, 그 부지에 동군포 나들목의 진출입 전용 요금소가 설치되어 운영 중이다.

### 연혁
- 1991년 11월 29일 : 신갈반월고속도로 개통과 함께 영업 개시[11][12]
- 2001년 5월 3일 : 안산 분기점 ~ 신갈 분기점 23.84km 구간 왕복 6 ~ 8차로 확장 개통[13][14]으로 요금소 폐쇄[15]

## 교통량 정보
| 요금소          | 통행량 (대/일) | 통행량 (대/일) | 통행량 (대/일) | 통행량 (대/일) | 통행량 (대/일) | 통행량 (대/일) | 통행량 (대/일) | 통행량 (대/일) | 통행량 (대/일) | 통행량 (대/일) | 각주   |
| 요금소          | 2001년         | 2002년         | 2003년         | 2004년         | 2005년         | 2006년         | 2007년         | 2008년         | 2009년         | 2010년         | 각주   |
| --------------- | -------------- | -------------- | -------------- | -------------- | -------------- | -------------- | -------------- | -------------- | -------------- | -------------- | ------ |
| 동군포 (폐쇄식) | 1,857          | 2,773          | 2,989          | 3,149          | 3,495          | 3,502          | 3,668          | 3,777          | 3,878          | 3,831          | [ 16 ] |
| 요금소          | 2011년         | 2012년         | 2013년         | 2014년         | 2015년         | 2016년         | 2017년         | 2018년         | 2019년         |                | [ 16 ] |
| 동군포 (폐쇄식) | 3,729          | 3,711          | 4,162          | 5,324          | 5,987          | 6,995          | 7,461          | 7,456          | 6,891          |                | [ 16 ] |